# Vena renal
Les venes renals són les venes principals que drenen els ronyons. Transporten la sang des dels ronyons i l'urèter fins a la vena cava inferior.